# Henk Timmer
 Henk Timmer, né le 3 décembre 1971 à Hierden (Pays-Bas), est un footballeur néerlandais. Il joue au poste de gardien de but avec l'équipe des Pays-Bas et le club de Feyenoord Rotterdam au cours des années 2000.

## Carrière

### En club
- 1989–1990 : PEC Zwolle (Pays-Bas).
- 1990–2000 : FC Zwolle (Pays-Bas).
- 2000–2001 : AZ Alkmaar (Pays-Bas).
- 2001–2002 : Feyenoord Rotterdam (Pays-Bas).
- 2002–2003 : Ajax Amsterdam (Pays-Bas).
- 2003–2006 : AZ Alkmaar (Pays-Bas).
- 2006–2009 : Feyenoord Rotterdam (Pays-Bas).
- 2010      : Heerenveen (Pays-Bas).

### En équipe nationale
Il a fait ses débuts internationaux en novembre 2005.
Timmer participe à la coupe du monde 2006 avec l'équipe des Pays-Bas et au championnat d'Europe des nations 2008.

## Palmarès
- 7 sélections en équipe nationale

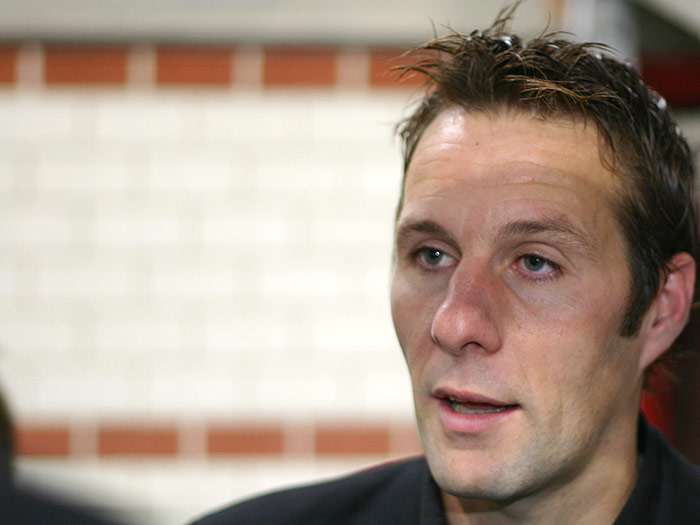
Henk Timmer